# مؤسسه اطلاعات حقوقی
مؤسسه اطلاعات حقوقی (LII) یک سازمان غیرانتفاعی دانشکده حقوق کرنل است که دسترسی بدون هزینه به منابع تحقیق قانونی فعلی حقوق ایالات متحده آمریکا و حقوق بین‌الملل را به‌صورت آنلاین از طریق قانون . Cornell.edu فراهم می‌کند. این سازمان پیشگام در ارائه اطلاعات حقوقی به‌صورت آنلاین است. در سال ۱۹۹۲ توسط بنیاد پیتر مارتین و تام بروس، نهاده شد LII اولین سایت توسعه یافته قانون در اینترنت بود. LII به‌طور الکترونیکی کد ایالات متحده، نظرات دادگاه عالی ایالات متحده، کد تجاری یکنواخت، آیین‌نامه قوانین فدرال ایالات متحده، چندین قانون فدرال، و انواع دیگر مواد قانونی آمریکا را در وب منتشر می‌کند. LII همچنین به سایر منابع ملی و بین‌المللی مانند معاهدات و سازمان ملل نیز دسترسی دارد. براساس وب سایت خود، بیش از ۳۰ میلیون بازدید کننده منحصر به فرد در سال دارد.
از زمان تأسیس، مؤسسه اطلاعات حقوقی به دیگران الهام بخش کرده‌است تا عملیات را توسعه دهند. این خدمات بخشی از جنبش دسترسی آزاد به نهضت قانون است.

## تاریخ
مؤسسه اطلاعات حقوقی (LII) در سال ۱۹۹۲ در دانشکده حقوق کرنل توسط پیتر مارتین و تام بروس با کمک هزینه اولیه چند ساله از مرکز ملی تحقیقات تأسیس شد. در ابتدا مبتنی بر گوفر بود و به تصمیمات دیوان عالی ایالات متحده و قانون ایالات متحده دسترسی داشت. مأموریت اصلی آن شامل هدف «انجام تحقیقات کاربردی در مورد استفاده از فناوری اطلاعات دیجیتالی در توزیع اطلاعات حقوقی و دسترسی به قانون» است. در سالهای ابتدایی بروس سلوو اولین مرورگر وب برای مایکروسافت ویندوز را ساخت. در سال ۱۹۹۴، از گوفر به وب منتقل شد.
مجموعه دیوان عالی LII و بولتن LII دارای مجموعه گسترده‌ای از دادگاه از دیوان عالی ایالات متحده است. این میزبان کلیه تصمیمات دیوان عالی از سال ۱۹۹۰ و بیش از ۶۰۰ تصمیم تاریخی دیوان عالی عالی قبل از ۱۹۹۲ به صورت وب در دسترس است.